# Gálosfa
Gálosfa é um município da Hungria, situado no condado de Somogy. Tem 19,76 km² de área e sua população em 2019 foi estimada em 218 habitantes.